# Mono No Aware
Mono No Aware ist ein deutsches Musikprojekt aus dem Ruhrgebiet von Leif Künzel (* 2. Juli 1969), welches bei dem Plattenlabel Hands Productions Alben veröffentlicht hat. Stilistisch  bewegt sich die Musik im Rhythm ’n’ Noise. Der Bandname ist an die japanische Ästhetik des Mono no aware (deutsch: "das Herzzerreißende der Dinge") angelehnt.
Mit dem Nebenprojekt Norm hat Leif Künzel zwei Veröffentlichungen (Zeithain im Jahr 2003 und Was der Mensch braucht 2004) unter demselben Plattenlabel gemacht.

## Diskografie
- Kitanai Yatsu (CD, 2000)
- Kika No Sekai (CD, 2002)
- Kikai No Sekai (LP, 2003)
- Kataku (CD, 2005)
- Ketoujin (CD, 2008)
- Pachinko to Hanbaagaa (MCD, 2010)
- Tatemae (CD, 2012)
- Tatemae and Honne (DCD, 2012)
- Oto (CD, 2017)
- Mujoo (CD, 2019)
- Shinshoo (MC, Download, 2020)